# Kap Hoornier

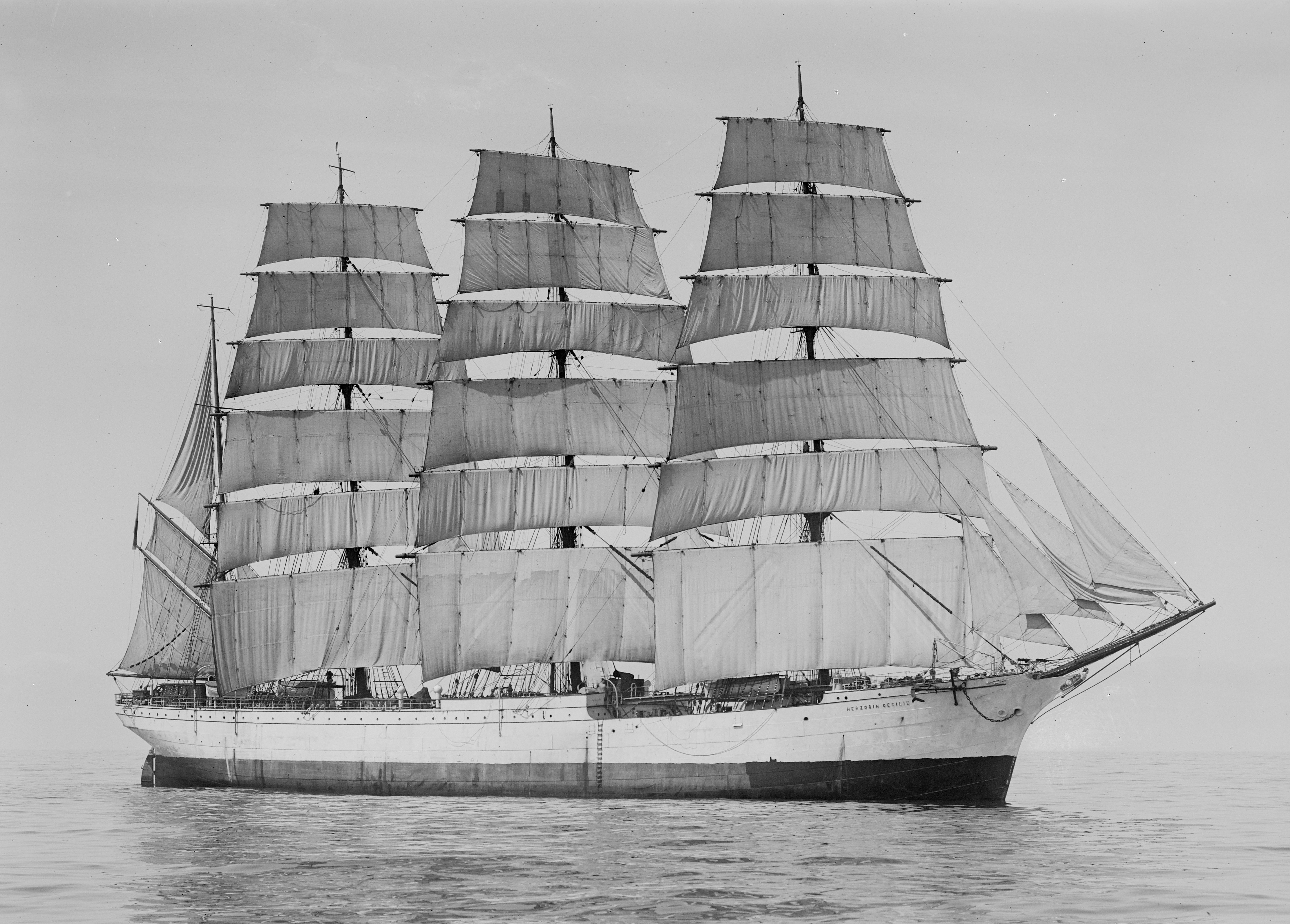
Kaphoornier Herzogin Cecilie umrundete Kap Hoorn über zehnmal

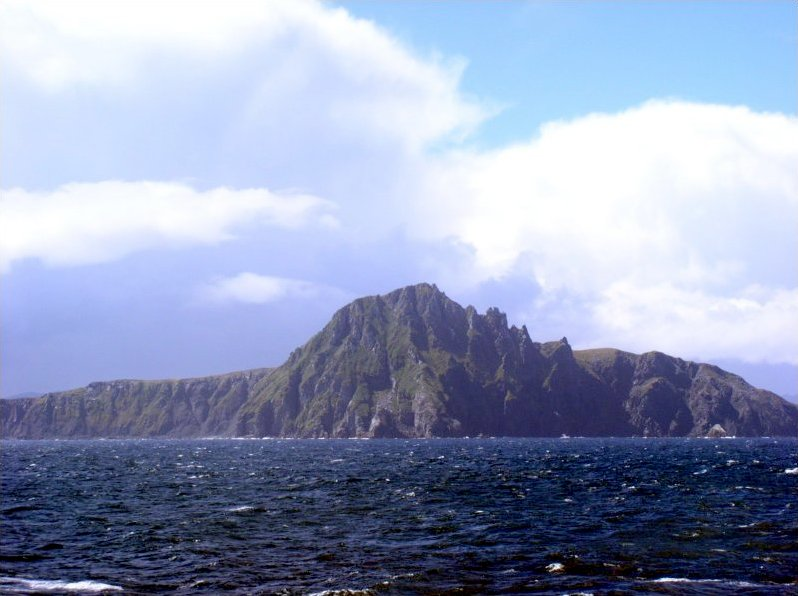
Haben viele Kaphoorniers nie gesehen: Kap Hoorn

Ein Kap Hoornier, Kaphoornier oder Kap Horner (englisch Cape-Horner; französisch Cap Hornier) ist im engeren Sinne ein Seemann, der auf einem Frachtsegler, der nicht mit einem Motor oder Hilfsmotor ausgerüstet ist, Kap Hoorn umrundete. Der Begriff wird auch für die Schiffe selbst benutzt; im weiteren Sinne gelegentlich auch für alle Schiffe und Personen, die Kap Hoorn umrundet haben.
Bis 2003 gab es eine weltweite Vereinigung von Kaphoorniers, die Internationale Bruderschaft der Kapitäne auf großer Fahrt, Kaphoorniers (kurz A.I.C.H. von frz. Amicale Internationale des Capitaines au Long Cours, Cap Horniers), unter anderem auch mit einer deutschen Abteilung, der ein Großteil der deutschen Kaphoorniers angehörte. Die Vereinigung war 1937 im französischen Saint-Malo gegründet worden und wurde aufgelöst, weil inzwischen fast alle Kaphoorniers gestorben sind. Eine Nachfolge-Organisation besteht noch in Chile, auf dessen Staatsgebiet Kap Hoorn liegt. In mehreren Ländern bestehen außerdem noch kleinere Gruppen von Kaphoorniers, die früher der Internationalen Bruderschaft angehörten und die sich inoffiziell weiterhin treffen.

## Herausforderung Kap Hoorn

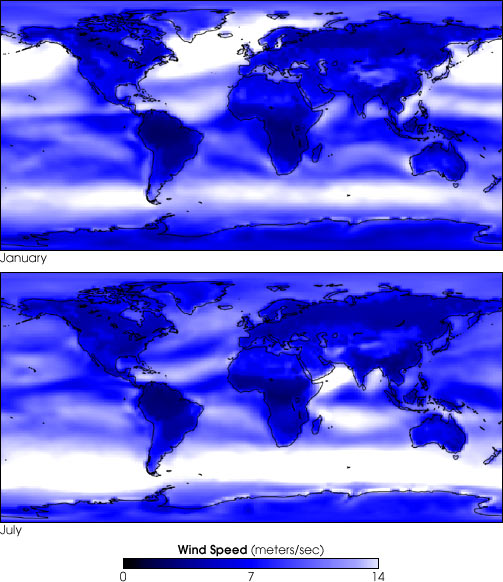
Windgeschwindigkeiten: Weiß kennzeichnet starke Winde

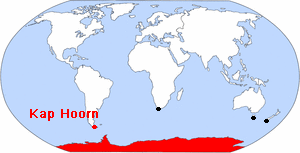
Kap Hoorn liegt der Antarktis näher als andere große Kaps

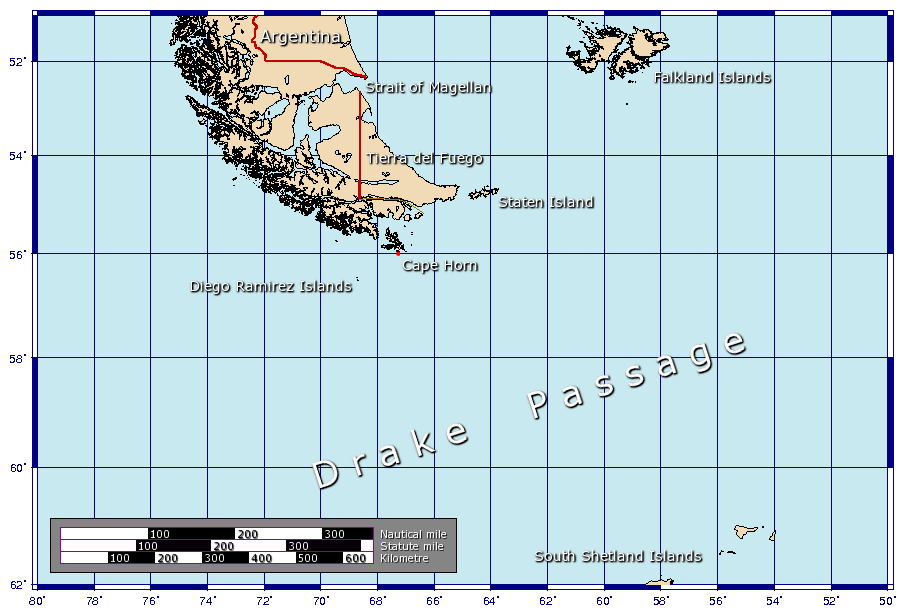
Drakestraße zwischen Kap Hoorn im Norden und den Südlichen Shetlandinseln im Süden

Die südliche Umfahrung von Kap Hoorn ist vor allem für Segelschiffe als eine der gefährlichsten Schifffahrtsrouten der Welt berüchtigt. Auf etwa 55° 59′ südlicher Breite an der Südspitze Südamerikas gelegen, befindet sich das Kap in einer Region mit häufigen und heftigen Stürmen (im Sommer 5 %, im Winter sogar bis zu 30 % der Zeit) und oft hohem Seegang (im Sommer unter 15 % der Zeit über 3,5 Meter hoch, im Winter über 30 % der Zeit). Grund dafür sind vor allem die kräftigen Winde und die bis zu 50 Seemeilen am Tag zurücklegenden Meeresströmungen, die zwischen etwa dem 40. und 60. Breitengrad der Südhalbkugel ständig und von Landmassen fast ungehindert um die Erde kreisen. Die weit nach Süden vorragende Südspitze von Südamerika und in geringerem Ausmaß das ihr aus der Antarktis entgegenragende Grahamland wirken wie ein Trichter, durch den die Meeres- und Luftströmungen in der Drakestraße im Süden von Kap Hoorn zusammengedrängt und dabei durch den sog. Kapeffekt beschleunigt werden. Da Kap Hoorn sehr viel südlicher als die südlichsten Punkte Afrikas (Kap Agulhas) und Australiens (Südostkap in Tasmanien bzw. South Cape in Neuseeland) liegt, ist der Effekt an diesem Kap besonders ausgeprägt. Für die Meeresströmungen wird der Effekt noch durch den flacheren Meeresboden zwischen Kap Hoorn und Grahamland verstärkt.
In der Kapregion herrschen außerdem oft schwierige Wetterbedingungen durch turbulente Tiefdruckgebiete aus den Anden: Tiefs, die weit nördlich von Kap Hoorn von Westen nach Osten ziehen, werden von den 4.000 Meter hohen Anden nach Süden bzw. Südosten abgelenkt und schieben sich dann im Süden um die Landmasse herum. Problematisch sind auch die relativ flachen Gewässer in der Nähe des Kaps. Darüber hinaus können Schiffe aufgrund der Gefahr von Eisbergen nicht unbegrenzt nach Süden ausweichen, um das Kap und seine Stürme weiträumig zu umfahren. Vor allem im südlichen Winter ergeben sich durch Stürme, Nässe und Kälte (selbst im Sommer nur bis zu 10 °C) harte und oft gefährliche Wetterbedingungen. „Selbst der Teufel würde in dieser Hölle erfrieren“, soll Charles Darwin über Kap Hoorn gesagt haben. Und ein erfahrener Kap-Hoorn-Kapitän fasste zu Kap Hoorn zusammen: „… der Wind ist dort härter, die [Wind-]Wechsel schneller, die Nächte länger, der Seegang höher, das Eis näher … Man bekommt keinen Schlaf. Man wird so lange so nass, dass sich die Haut mit den Socken ablöst, wenn man die Zeit hat, sie auszuziehen. Aber mit Glück kommt man an Kap Hoorn vorbei und mit Gottes Gnade bringt man niemanden um.“
Nach europäischen Statistiken sind mehr als 800 Schiffe in der Region um Kap Hoorn gesunken, und über 10.000 Menschen haben dort ihr Leben verloren. Damit befindet sich um Kap Hoorn der größte Schiffsfriedhof der Welt.
Die Umrundung von Kap Hoorn gilt in beiden Richtungen als sehr schwierig, doch durch die Westwinde, die zu 75 % der Zeit vorherrschen, ist sie vor allem in Ost-West-Richtung oft sehr langwierig und gefährlich. Einen vollen Monat lang – vom 23. März bis zum 22. April 1788 – versuchte William Bligh, Kapitän der Bounty, Kap Hoorn auf dem Weg von England nach Tahiti in Ost-West-Richtung zu umrunden. Wegen der entgegenstehenden Stürme brach Bligh den Versuch schließlich ab und wählte stattdessen den erheblich längeren Weg um Afrika und Australien. Unklar ist, inwieweit die harte Zeit vor Kap Hoorn und die Länge des Umwegs zum Unwillen der Besatzung beitrugen, die schließlich in der berühmten Meuterei zu Beginn der geplanten Rückfahrt nach England gipfelte. Den Rekord für die am längsten dauernde Umrundung von Kap Hoorn (gerechnet wird traditionell die Zeit vom Erreichen des 50. Breitengrades südlicher Breite im Südatlantik zum Erreichen desselben Breitengrades im Südpazifik, bzw. umgekehrt bei der Rückreise nach Europa) hält das Vollschiff Susanna unter Kapitän Christian Simon Jürgens der Hamburger Reederei G. J. H. Siemers & Co, das im südlichen Winter des Jahres 1905 volle 99 Tage für die Umsegelung in Ost-West-Richtung brauchte; 80 Tage davon herrschte Sturm mit 10 oder mehr Beaufort. Zum Vergleich: Die schnellste Umsegelung gelang der Viermastbark Priwall unter Kapitän Adolf Hauth (1899–1975) im November 1938; sie dauerte – ebenfalls in der normalerweise langwierigeren Ost-West-Richtung – nur 5 Tage und 14 Stunden. Schiffe wie der ukrainische Windjammer Khersones versuchen noch heute, etwa 1997 mit 5 Tagen und ca. 21 Stunden diese Zeit zumindest in der „schnelleren“ West-Ost-Richtung zu unterbieten.
Die Wetterbedingungen sind auch dafür verantwortlich, dass viele Segler, die Kap Hoorn umrundeten, das Kap selbst nie gesehen haben. Gerade bei schlechtem Wetter wichen die Schiffe sicherheitshalber viele Meilen nach Süden aus. Das war insbesondere vor Einführung der modernen Navigationsinstrumente wie GPS der Fall, als die Navigatoren ihre Position durch den Stand von Sonne und Sternen bestimmten (Astronavigation); anhaltend schlechtes Wetter führte für sie zwangsläufig zu ungenaueren Positionsbestimmungen, so dass größere Sicherheitsabstände notwendig wurden. Außerdem ist Kap Hoorn selbst aus relativer Nähe oft nicht zu sehen: Während im Sommer schlechte Sicht ungewöhnlich ist, kann sie im Winter auf eine halbe Seemeile (ca. 1 km) absinken.

## Das Aussterben der Kaphoorniers
Die Kaphoorniers sind im Begriff, mangels Nachwuchs auszusterben: Der letzte Frachtsegler ohne Hilfsmotor, der das Kap umrundete, war am 11. Juli 1949 die Pamir. Mehrere Gründe sind für das „Aussterben“ der Kaphoorniers verantwortlich:

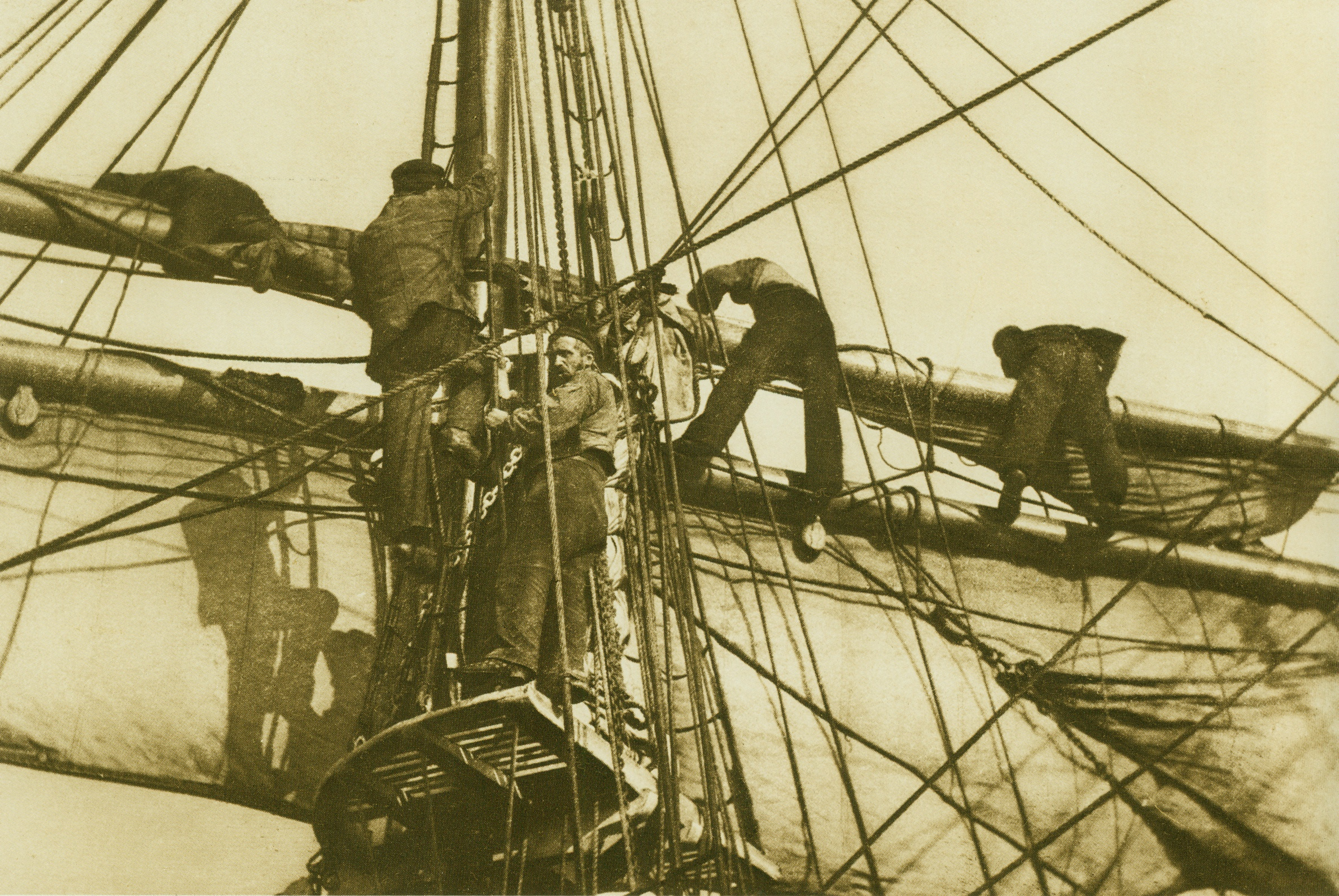
Arbeit in der Takelage eines Rahseglers (1891–95)

Die Passage um Kap Hoorn hat seit der Fertigstellung des Panamakanals 1914 für die Frachtschifffahrt an Bedeutung verloren. Vorher lief um das Kap fast der ganze Schiffsverkehr zwischen einerseits der süd- und nordamerikanischen Westküste und andererseits Europa, Afrika und der süd- und nordamerikanischen Ostküste, aber auch zwischen der amerikanischen Ostküste und Australien sowie Ostasien. Die einzige Alternative hierzu war die längere Strecke um Afrika und Asien. Vom 19. bis zur Mitte des 20. Jahrhunderts führten außerdem vor allem Fahrten für den Salpetertransport aus Chile und für den Weizentransport aus Australien (vgl. Weizenregatta) um Kap Hoorn. Mit dem Niedergang der wirtschaftlichen Bedeutung dieser Waren in Europa sank auch die Zahl der Frachtschiffe, die die Route um Kap Hoorn fuhren.
Außerdem wurden im 20. Jahrhundert die Frachtsegler zunehmend von der Dampfschifffahrt verdrängt. Die letzten Windjammer auf Frachtfahrt waren die Pamir (1957 gesunken), die Passat (1957 außer Dienst gestellt) und zuletzt die Omega (ex Drumcliff; 1958 gesunken); in den letzten Jahren ihrer Dienstzeit wurden sie allerdings schon nicht mehr rund um Kap Hoorn eingesetzt. Seither fahren Handelssegelschiffe nur noch in einigen Regionen der Welt, z. B. die Daus an den Küsten des Indischen Ozeans oder die chinesischen Dschunken. Auf interkontinentalen Langstrecken sind sie nicht mehr anzutreffen. Großsegler, die heute noch Kap Hoorn umrunden, sind dagegen touristische Schiffe oder Segelschulschiffe ohne Fracht.
Dazu kommt, dass alle heute noch segelnden Windjammer mit einem Maschinenantrieb ausgerüstet sind. Das allein verstößt bereits gegen die Statuten der Internationalen Bruderschaft der Kaphoorniers. Doch darüber hinaus werden die Hilfsmotoren vor allem von touristisch fahrenden Großseglern bei der Umfahrung von Kap Hoorn häufig auch eingesetzt, so dass vermutlich nur noch die wenigsten Umrundungen allein unter Segeln stattfinden: Die ungeübten Besatzungen, großenteils aus Amateuren bestehend, könnten die Segelmanöver unter den oft herrschenden Sturmbedingungen sonst nicht ausführen. Einigen Großseglern gelingen jedoch auch heute noch Teile der Passage ohne Motorkraft. So passierte z. B. die Alexander von Humboldt am 19. Januar 2006 Kap Hoorn unter Segeln in Ost-West-Richtung, fuhr aber nicht die gesamte Strecke vom 50. bis zum 50. Breitengrad unter Segeln. In umgekehrter West-Ost-Richtung gelang beispielsweise dem Vollschiff Khersones die Umrundung unter Segel am 26. Januar 1997.

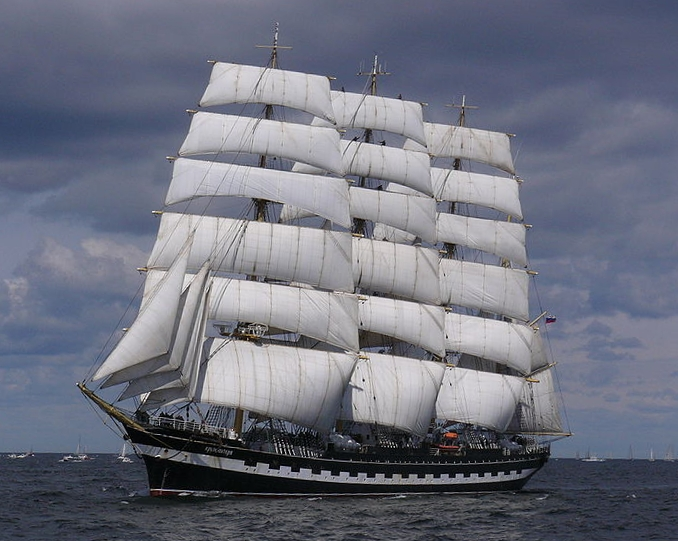
Einer der letzten noch segelnden Kaphoorniers, die Kruzenshtern

Weltweit gab es 2003 vermutlich noch 150 in der Internationalen Bruderschaft organisierte Kaphoorniers, in Deutschland lebten noch 68. Ein Jahr später, als die deutsche Abteilung der Kaphoornier-Bruderschaft aufgelöst wurde, waren es nur noch 50, und heute sind es vermutlich noch deutlich weniger. So starb im Oktober 2005 Heiner Sumfleth, der letzte Präsident der Internationalen Bruderschaft. Weltweit gibt es unter anderem in Chile, wohl aufgrund der geographischen Nähe zum Kap, und den Åland-Inseln, dem Heimathafen der letzten Windjammerflotte des Reeders Gustaf Erikson, noch Gruppen von Kaphoorniers. Die Zahl der noch lebenden Kaphoorniers, die nicht der Internationalen Bruderschaft angehört haben, ist nicht bekannt.
Die heute noch lebenden Kaphoorniers umrundeten Kap Hoorn als junge Männer oder sogar als Minderjährige, wie der damals jüngste Kaphoornier Wolfgang Loehde, der bereits mit 14 Jahren auf einem Handelssegelschiff mitfuhr. Dementsprechend ging die Zahl der Kaphoorniers, die Kap Hoorn auf einem Frachtsegler ohne Hilfsmotor als Kapitän umrundeten, noch erheblich früher zurück: 1986 starb mit Gottfried Clausen (1902–1986) von der Kommodore Johnsen, der heutigen Sedov, der letzte Deutsche, dem das gelang; weltweit wurde ihre Zahl bereits 1994 auf nur noch vier oder fünf geschätzt.
Auch von den Segelschiffen, die Kap Hoorn auf Frachtfahrt ohne Motor umrundeten, gibt es heute nur noch wenige. Die meisten gingen später auf ihren Fahrten verloren (z. B. Pamir, Herzogin Cecilie) oder wurden abgewrackt. Einige Schiffe sind noch als Museumsschiffe erhalten (z. B. Passat, Pommern). Nur sehr wenige Kaphoorniers sind hingegen heute wieder (James Craig ex Clan Macleod) oder gar noch immer (Sedov ex Kommodore Johnsen ex Magdalene Vinnen II, Kruzenshtern ex Padua) als Segelschiffe im Einsatz.

## Die Internationale Bruderschaft der Kaphoorniers

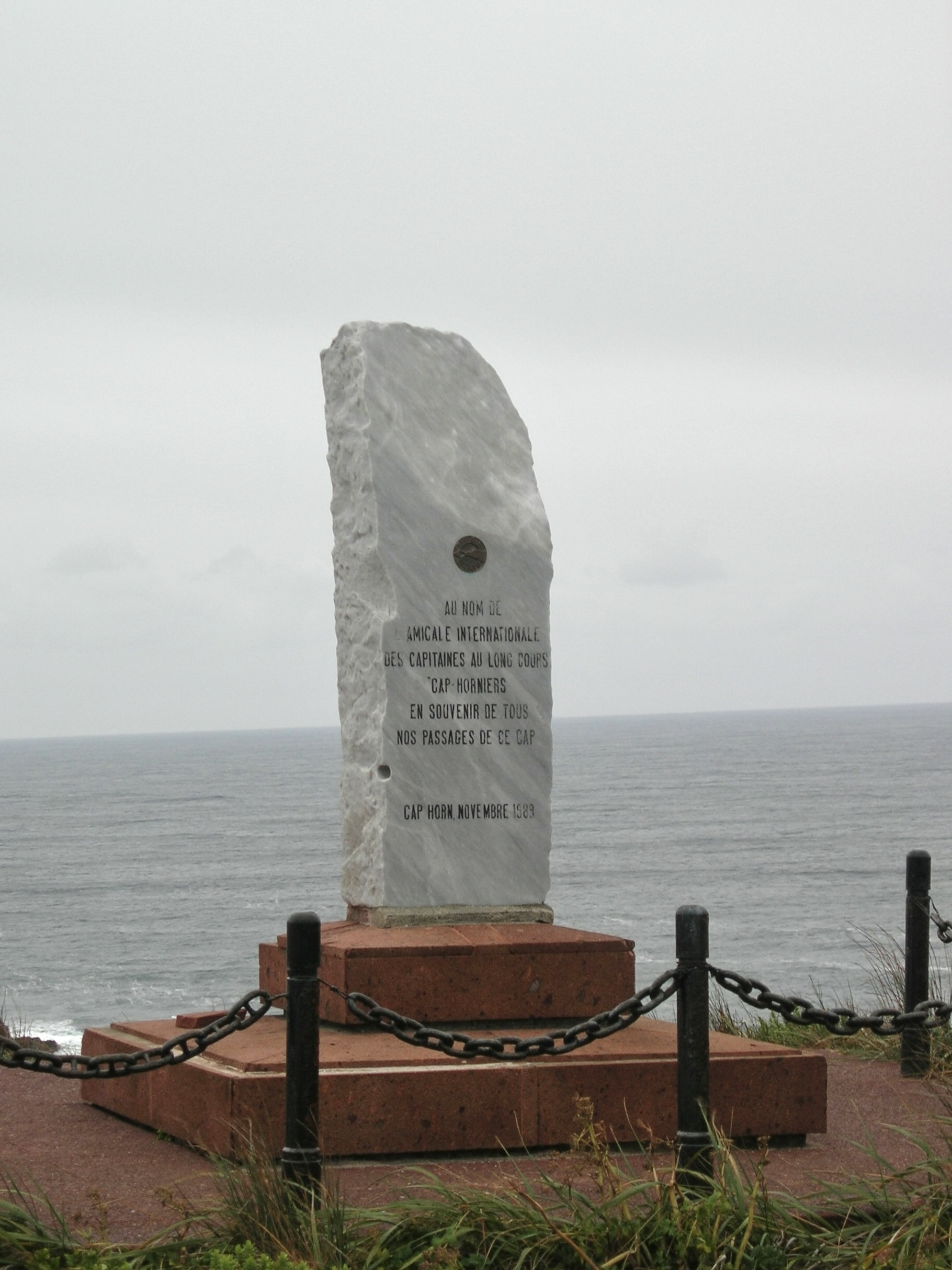
Stele der Internationalen Bruderschaft auf der Insel Hornos

Die später weltweite Vereinigung der Kaphoorniers wurde 1937 in Saint-Malo als „Freundeskreis“ oder „Bruderschaft der Kapitäne auf großer Fahrt, Kaphoorniers“ – frz. Amicale des Capitaines au Long Cours, Cap Horniers – gegründet, d. h. noch ohne den späteren Zusatz international. Ein Jahr zuvor waren sich mehrere französische Kapitäne, die Kap Hoorn umsegelt hatten, bei der Einladung zu einem Abendessen bei ihrem früheren Hydrographie-Lehrer Georges de Lannoy begegnet. Sie hatten beschlossen, sich weiterhin zu treffen und die Erinnerung an die Umrundungen des Kaps wach zu halten. 35 französische Kaphoorniers gründeten daraufhin im Mai 1937 in Saint-Malo die Bruderschaft der Kaphoorniers. Zunächst war die Bruderschaft nur für Kapitäne gedacht, doch später wurden auch Seeleute zugelassen, die erst nach der Umrundung von Kap Hoorn ihr Kapitänspatent für Große Fahrt erworben hatten. Der Name wird meist als Internationale Bruderschaft der Kaphoorniers (vgl. engl. International Brotherhood Captains Cap-Horners) übersetzt; wörtlich aus dem Französischen wäre es allerdings eher Internationale Freunde oder Internationaler Freundeskreis der Kapitäne auf großer Fahrt, Kaphoorniers.
Nachdem die Aktivitäten der Bruderschaft im Zweiten Weltkrieg ausgesetzt worden waren, trafen sich anschließend wieder französische Kapitäne. In den folgenden Jahren stießen zunächst Belgier, dann Briten und Deutsche zu den Kaphoorniers. 1951 wurde die Bruderschaft daher in Amicale Internationale des Capitaines au Long Cours, Cap Horniers (Internationale(r) Freundeskreis/Bruderschaft der Kapitäne auf großer Fahrt, Kaphoorniers; kurz A.I.C.H.) umbenannt. Zu diesem Zeitpunkt hatte die Bruderschaft etwa 800 Mitglieder. Sie beschlossen, ihre Treffen jedes Jahr in einem anderen Land abzuhalten.
Bald stießen weitere Nationen zu den Kaphoorniers. Im Laufe der Jahre gab es aktive Abteilungen („Sektionen“) in Åland (ab 1961), Australien, Belgien (ab 1949), Deutschland (ab ca. 1951), Frankreich (ab 1937), Chile (ab 1989), Dänemark, Großbritannien (ab 1951), Finnland (ab 1965), Italien, Neuseeland, Norwegen, den Niederlanden (ab 1959), Schweden und Nordamerika (gemeinsame Abteilung von Kanada und den USA, ab 1993). In allen Abteilungen außer Nordamerika wurde mindestens eines der jährlichen internationalen Treffen abgehalten, von denen mit 22 Treffen die meisten in Frankreich stattfanden.
Ihre Blütezeit hatte die Internationale Bruderschaft in den 1950er und 1960er Jahren. In den 1950er Jahren hatten sie etwa 2.600 Mitglieder, darunter 672 Deutsche.

### Ziele der Bruderschaft
Das Ziel der Bruderschaft waren der Kontakt und die Kameradschaft unter den Seeleuten, die über die besondere Erfahrung einer Kap-Hoorn-Umsegelung verfügten. Dadurch sollte nach Angaben der chilenischen Kaphoornier-Abteilung die Erinnerung an die Schiffe, mit denen die Umrundungen durchgeführt wurden, ebenso wie die an ihre Besatzungen und deren Mut und Fähigkeiten bewahrt werden.
Neben dem Interesse, gemeinsam die Erinnerungen aus der großen Zeit der Windjammer zu pflegen, stellten sich die Kaphoorniers auch wiederholt die Aufgabe, der auf See gestorbenen Seeleute zu gedenken. Zum Beispiel war die deutsche Abteilung (Sektion) daran beteiligt, 1985 am Altonaer Fischmarkt die Gedenkstätte Madonna der Meere zu errichten, die den fast 26.000 Seeleuten gewidmet ist, die in den vorangegangenen 100 Jahren in der deutschen Fischerei- und Handelsschifffahrt starben. Eine kleinere Kopie der Figur wurde im November 2001, im Rahmen eines internationalen Treffens in Chile, von den deutschen Kaphoorniers in der Kapelle auf der Insel Hornos, auf der Kap Hoorn liegt, aufgestellt.
Im Sinne ihrer Zielsetzungen sammelte die Internationale Bruderschaft im Laufe ihres Bestehens Unterlagen über die Lebenswege der Kaphoorniers. Bei ihrer Auflösung übergab sie die Unterlagen an ein Museum, das in Saint-Malo im Tour Solidor untergebracht ist und der Langstrecken-Seefahrt und insbesondere der Geschichte der Umrundungen von Kap Hoorn gewidmet ist.

### Motto, Symbole und Titel der Bruderschaft
Das Motto der Internationalen Bruderschaft war Vive l’esprit de Saint-Malo, zu deutsch Es lebe der Geist von Saint-Malo. Damit bezeichneten die Kaphoorniers die Atmosphäre von Freundschaft und nationenübergreifender Kameraderie, die sie für die Gemeinschaft der Bruderschaft und deren gemeinsame Treffen charakteristisch fanden. Der Ausdruck stammt von einem deutschen Kapitän, der 1955 zu einem Kaphoorniertreffen nach Le Havre fuhr. Unsicher, wie er als Deutscher nach dem Zweiten Weltkrieg von den französischen Kapitänen aufgenommen werden würde, war er von dem herzlichen Empfang beeindruckt, der ihm bereitet wurde, und schloss seine Dankesrede mit den Worten Vive l’esprit de Saint-Malo. Die Angaben gehen darüber auseinander, ob es sich bei dem Kapitän um Walther von Zatorski handelte, der allein angereist war, oder, wie die chilenische Kaphoornier-Nachfolgeorganisation berichtet, um Carsten Rosenhagen, der gemeinsam mit 13 anderen Deutschen einer Einladung nach Le Havre und Rouen gefolgt war. Der Ausspruch jedenfalls wurde aufgenommen und zum Motto der Kaphoorniers. Seine Bedeutung und Herkunft haben somit nichts mit dem Ausdruck Geist von Saint-Malo der EU-Verteidigungspolitik zu tun. Der Kaphoornier Hans Peter Jürgens fasste in einem Interview zusammen: „Der Geist von St. Malo ist der Geist von Völkerverständigung und Kameradschaft. Das Wissen, dass nur alle gemeinsam die Herausforderung der stürmischen See vor Kap Hoorn meistern können.“

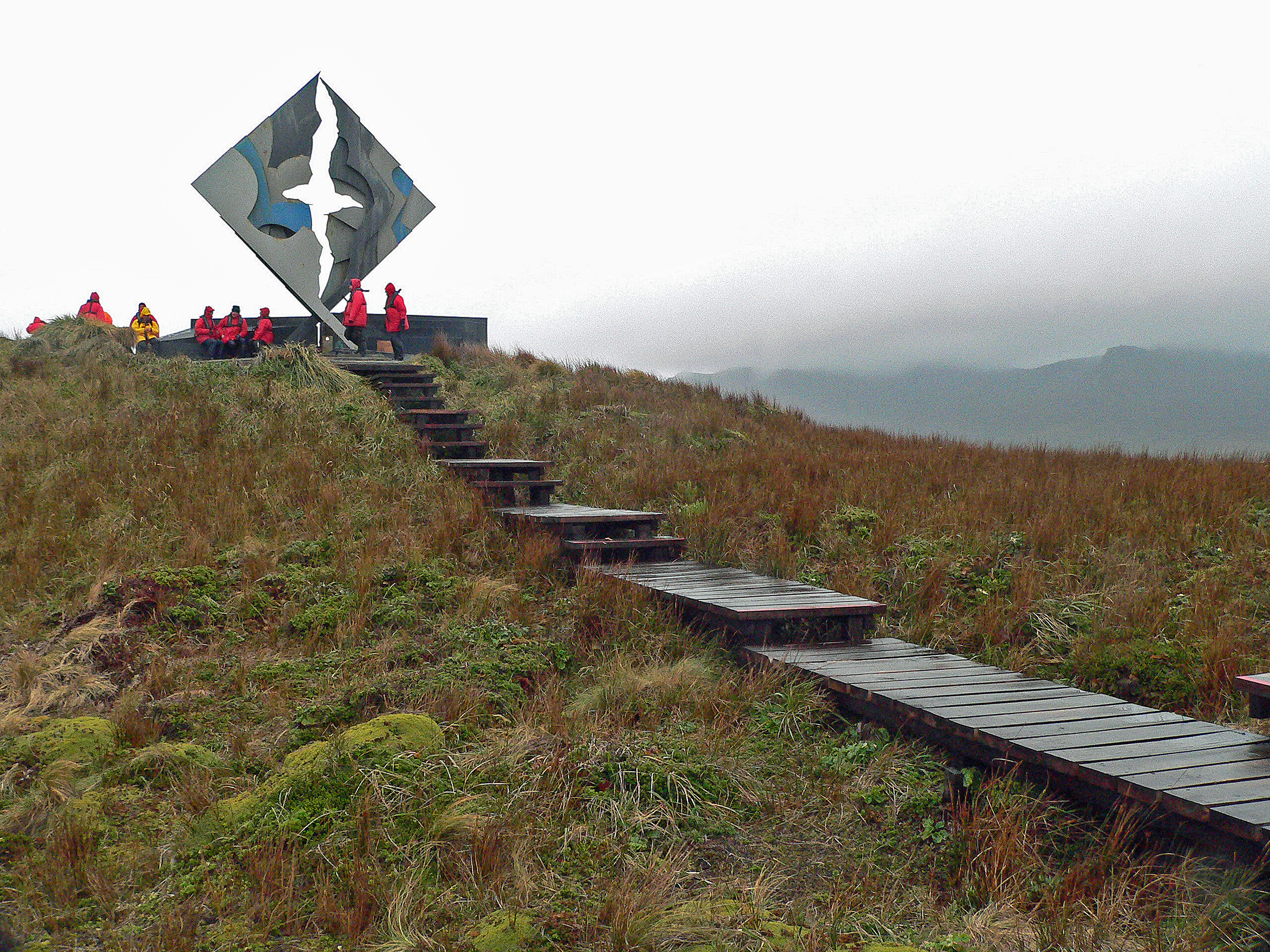
Denkmal für die Kaphoorniers: Albatros auf der Insel Hornos

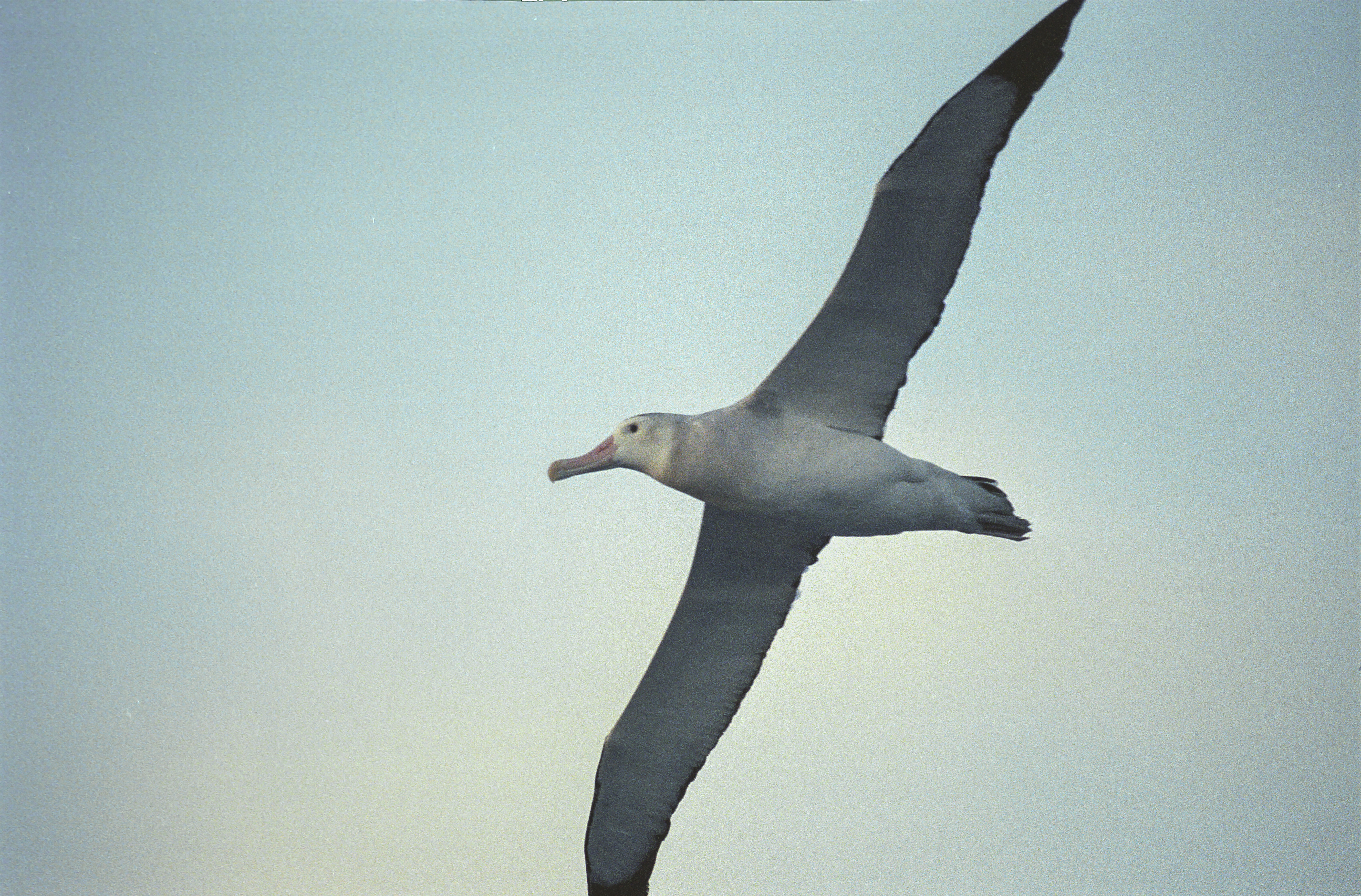
Antarktischer Albatros im Flug

Das Symbol der Kaphoorniers ist der Albatros – ein großer Seevogel, der vor allem auf der Südhalbkugel lebt und ausschließlich zum Brüten festes Land aufsucht. Die Seeleute der Windjammer fühlten sich dem Albatros traditionell verbunden. Albatrosse folgten den Schiffen oft lange Strecken über die Ozeane. Nach altem Seemannsglauben nehmen zudem die Seelen auf See verstorbener Seeleute die Gestalt eines Albatrosses an. Obwohl Albatrosse als willkommene Auffrischung der Nahrungsvorräte an Bord hätten gejagt werden können, wie es etwa James Cook noch 1772 tat, wurde es aufgrund des Seemannsglaubens bei den Besatzungen der Windjammer tabu, einen Albatros zu töten. Dieser Brauch reicht vermutlich mindestens bis ins späte 18. Jahrhundert zurück; bereits 1798 verewigte Samuel Taylor Coleridge in seinem berühmten Gedicht The Rime of the Ancient Mariner (dt. Ballade vom alten Seemann, Der alte Seefahrer oder Der alte Matrose) das – künstlerisch überhöhte – Unbehagen, einen Albatros getötet zu haben.
Das Logo der Internationalen Bruderschaft ist der Kopf eines Albatros mit einem viereckigen Metallköder im Schnabel. Das Motiv trägt den Schriftzug A.I.C.H. St. Malo. Die Bildwahl geht auf den auf manchen Windjammern üblichen Zeitvertreib zurück, Albatrosse an einen Köder zu locken: An einer langen Leine, deren anderes Ende an Bord festgehalten wurde, wurde ein viereckiges Metallstück mit einem Köder befestigt. Wenn der Albatros den Köder gefressen hatte und die Leine dabei straff gehalten wurde, kam der Vogel mit seinem vorne gebogenen Schnabel nicht mehr von dem Metallstück los. Ähnlich schrieb bereits Cook 1772 in sein Logbuch, dass sie „Albatrosse (…) mit dem Feuerhaken fingen“, damals allerdings noch zu Jagdzwecken. An den viereckigen Metallstücken der Windjammerzeiten ließen sich die Albatrosse angeblich wie Papierdrachen hinter dem Schiff führen. Nach und nach wurden sie dann an Bord gezogen, wo sie nach einer Weile wieder freigelassen wurden. Ihnen ein Leid anzutun oder sie gar zu töten, wäre hingegen aus Achtung vor dem Vogel undenkbar gewesen.
Der Albatros wurde in der Bruderschaft außerdem als Bezeichnung für diejenigen gebraucht, die Kap Hoorn auf einem Großsegler auf Frachtfahrt ohne Hilfsmotor als Kapitän umrundet hatten; nur ausnahmsweise wurde der Titel auch ehrenhalber an einen Kaphoornier verliehen, der der Vereinigung langjährig als Präsident gedient hatte, nämlich an den Deutschen Heiner Sumfleth. Seeleute, die auf diesen Schiffen Offiziere waren, wurden nach einer kleineren Unterart aus der Familie der Albatrosse Malamok (engl. Mollyhawk) genannt. Nach Angaben der chilenischen Vereinigung ist die Bezeichnung Malamok dagegen denjenigen vorbehalten, die das Kap als Offizier oder Teil der Mannschaft umfuhren und später zum Kapitän befördert wurden. Als dritte Bezeichnung schließlich gibt es die Kaptaube, eine weitere Vogelart der Südhalbkugel. In einigen Abteilungen (Chile, Finnland) gelten als Kaptauben die Kaphoorniers, die nie ein Kapitänspatent erworben haben. In der deutschen Abteilung der Bruderschaft dagegen wurde dieser Titel den Frauen und Witwen von Kaphoorniers verliehen, wohingegen die einfachen Kaphoorniers, die nie Kapitän wurden, einfach voilier (frz. für ‚Segler‘) genannt wurden.
Die Präsidenten der Bruderschaft wurden als Grands Mâts (frz. für ‚Großmasten‘) bezeichnet. Es waren Louis Allaire, Charles Fourchon, Léon Gautier, Marcel Legros, Raymond Lemaire, Yves Menguy, Jean Perdraut, Verner Ojst und von 1996 bis zur Auflösung der Deutsche Heiner Sumfleth. Louis Allaire und Yves Menguy hatten auch schon zu den Gründern der Bruderschaft gehört.

### Auflösung und Nachfolge der Bruderschaft
Aufgrund der Altersstruktur wurde die Internationale Bruderschaft am 15. Mai 2003 in Saint-Malo aufgehoben. Zu diesem Zeitpunkt gab es weltweit nicht einmal mehr 400 Mitglieder, und das Durchschnittsalter lag bei 87 Jahren. Im September 2004 wurde auf einem Abschlusstreffen in Hamburg auch die deutsche Abteilung der Kaphoorniers aufgelöst, der zeitweilig 700 Kaphoorniers angehört hatten. Im Oktober 2005 starb Heiner Sumfleth (1922–2005), der letzte Grand Mât (Präsident) der internationalen Vereinigung, im Oktober 2018 der letzte Vorsitzende der deutschen Vereinigung, Hans Peter Jürgens.
Mehrere nationale Abteilungen bestehen noch als regionale Organisationen von Kaphoorniers fort. Aktiv ist insbesondere noch die chilenische Nachfolge-Vereinigung, die sich für Kapitäne aller Art, die Kap Hoorn umrundet haben, geöffnet hat. Am 20. April 2009 wurde der Schriftsteller und Journalist Wolf-Ulrich Cropp unter der Mitglieds-Nr. C-058 in die Chilean Brotherhood of Caphorniers aufgenommen. Cropp umsegelte am 26. Januar 1997 auf dem Dreimast-Vollschiff Khersones Kap Hoorn. Eine außergewöhnliche Mitgliedschaft steht auch Seeleuten offen, die das Kap auf einer Yacht umsegelten. Eine größere Gruppe von Kaphoorniers gibt es auch noch auf den Ålandinseln um Mariehamn, den Heimathafen der letzten Windjammer-Flotte von Gustaf Erikson. 
In Großbritannien gibt es die International Association of Cape Horners (IACH) (deutsch Internationale Vereinigung der Kap-Hoornier) unter dem Vorsitz von Ashley Manton, seit 2024 von Archie Fairley. Die Mitgliedschaft in der IACH steht Seglern offen, die Kap Hoorn unter Segeln umrundet haben. Die Umrundung des Horns muss Teil einer langen Nonstop-Ozeanreise ohne Motor von mindestens 3000 Seemeilen (5.557 km) gewesen sein. Über die Aufnahme entscheidet die Vereinigung. Diejenigen, die sich nicht für eine Vollmitgliedschaft qualifizieren, können trotzdem als außerordentliches Mitglied beitreten. Die IACH gründete am 31. August 2022 die Cape Horn Hall of Fame, um die Namen berühmter Persönlichkeiten zu ehren, die in Vergangenheit und Gegenwart das berüchtigte Kap Hoorn unter Segeln gerundet haben. Jährlich werden auf Vorschlag weitere Personen für diese Ehrung aufgenommen.
Jean-Luc Van Den Heede ist als erster Träger des Cape Horners' Lifetime Achievement Award der International Association of Cape Horners ausgezeichnet worden.

## Filme
- Peter Lohmeyer: Auf Windjammern ums Kap. VHS. 48 min. Delius Klasing
- Michael Schomers: Am Ende der Welt: Kap Hoorn. NDR/ARTE, 60 min, 2002 (Buch: Michael Schomers / Wolfram Engelhardt, Produktion: Lighthouse Film, Köln/Unkel)